# Marcin Starzyński
Marcin Starzyński (ur. 1981) – polski historyk, mediewista, wykładowca Uniwersytetu Jagiellońskiego.

## Życiorys
Doktorat uzyskał na Uniwersytecie Jagiellońskim w 2009 roku, a siedem lat później habilitował się na tej samej uczelni. Pracuje w Zakładzie Nauk Pomocniczych Historii Instytutu Historii Uniwersytetu Jagiellońskiego. Jego zainteresowania badawcze oscylują m.in. wokół dziejów miast i mieszczaństwa w Polsce średniowiecznej, historii zakonów, heraldyki i źródłoznawstwa.

## Wybrane publikacje
- Nad średniowiecznymi księgami rachunkowymi miasta Krakowa, „Roczniki Historyczne” 74, Poznań–Warszawa 2008
- Krakowska rada miejska w średniowieczu, Kraków 2010
- Der Stadtrat im Herrschaftsgefüge der polnischen Metropole, Köln-Wien-Weimar 2015
- Średniowieczny Kazimierz, jego ustrój i kancelaria, Kraków 2015
- Collegium Minus, Kraków 2015